# Gratia Schimmelpenninck van der Oye
Gratia Maria Margretha Baronesse Schimmelpenninck van der Oye (* 10. Juli 1912 in Doorn; † 12. Februar 2012 in Den Haag) war eine niederländische Skirennläuferin. Sie war die erste und bislang einzige Athletin ihres Landes, die im alpinen Skisport zur Weltspitze vordrang.

## Biografie
Gratia Maria Margretha, aus dem Geschlecht der Schimmelpenninck, wurde als dritte Tochter von Baron Alphert Schimmelpenninck van der Oye und der Jonkvrouw Henriette Huyssen van Kattendijke geboren. Durch ihren Vater, der Vorsitzender des Niederländischen Olympischen Komitees und Mitglied des IOC war, kam sie sehr früh mit dem Leistungssport in Berührung. Gratia Schimmelpenninck van der Oye wuchs mit ihrer Mutter in Österreich auf und fand so zum Skisport. Sie trainierte zunächst mit der örtlichen Jugend und später mit französischen und englischen Läuferinnen in der Schweiz und in Südtirol.
Bei den internationalen Abfahrten konnte sie sich Mitte der 1930er Jahre einen Namen machen. 1935 wurde sie bei den Skiweltmeisterschaften im schweizerischen Mürren Sechste im Abfahrtslauf und siegte in Kitzbühel beim Hahnenkammrennen sowohl in Abfahrt, Slalom und Kombination. Im Jahr darauf gewann sie in St. Anton die Abfahrt des Arlberg-Kandahar-Rennens und blieb auch in der Kombinationswertung des Hahnenkammrennens in Kitzbühel erneut siegreich.
Schließlich war sie 1936 in Garmisch-Partenkirchen die erste Frau, die für die Niederlande bei Olympischen Winterspielen an den Start ging. Ihre Teilnahme war von einem Skandal überschattet. Am Vorabend ihres Wettkampfs erhielt sie in ihrem Hotel einen Anruf und man teilte ihr mit, sie sei wegen eines Verstoßes gegen die Amateurregeln nicht startberechtigt. Nach einem Protest ihres Vaters beim Reichssportführer Hans von Tschammer und Osten, dem dieser Vorfall nicht bekannt war, ging Schimmelpenninck am Morgen des 7. Februar 1936 an den Start. Beim Abfahrtslauf wurde sie 13., im Slalom tags darauf kam sie im zweiten Durchgang zu Fall und belegte am Ende in der kombinierten Wertung aus beiden Wettkämpfen den 14. Rang.
Gratia Schimmelpenninck van der Oye gewann fünfmal die seit 1935 ausgetragenen Niederländischen Meisterschaften: 1935, 1936, 1937, 1939 und nochmals 1947, als die Meisterschaften nach einer siebenjährigen Pause erstmals nach dem Zweiten Weltkrieg wieder ausgetragen wurden.
Nach ihrer Heirat mit Henri van den Bergh 1939 und dem Ende des Zweiten Weltkriegs wurde sie Mitglied des Exekutivrats des Internationalen Skiverbandes (FIS).

## Varia
Am 16. Dezember 1938 eröffnete Gratia Schimmelpenninck van der Oye als Ehrendame einen der ersten Skilifte der Schweiz, den Skilift Tschuggen in Arosa, indem sie in kurzem Rock und einem Blumenstrauss im Arm als erste auf Skiern das Band durchfuhr.

## Erfolge

### Olympische Winterspiele
- Garmisch-Partenkirchen 1936: 14. Kombination

### Weltmeisterschaften
- St. Moritz 1934: 18. Abfahrt, 20. Kombination, 23. Slalom[5]
- Mürren 1935: 6. Abfahrt, 20. Kombination, 30. Slalom[6]
- Innsbruck 1936: DNS Abfahrt[7]

### Weitere Erfolge
- Siegerin bei den Hahnenkammrennen 1935
- Siegerin bei der Kombination des Hahnenkammrennens 1936
- Siegerin in der Abfahrt beim Arlberg-Kandahar-Rennen 1936
- Niederländische Meisterin 1935, 1936, 1937, 1939 & 1947